# Liste des anciennes communes de la Creuse
Cette page a pour objectif de retracer toutes les modifications communales dans le département de la Creuse : les anciennes communes qui ont existé depuis la Révolution française, ainsi que les créations, les modifications officielles de nom, ainsi que les échanges de territoires entre communes.
En 1800, le territoire du département de la Creuse comportait 296 communes.
Déjà avant 1800, plusieurs petites communes furent incitées à se rattacher à d'autres. Ce fut de nouveau le cas dans les années 1820-1830. Le département comptait encore 261 communes en 1850. Depuis lors, le nombre de communes est resté stable : une petite vague de créations dans les années 1870 a laissé place à quelques regroupements beaucoup plus récemment. Bien que beaucoup de communes creusoises soient aujourd'hui très peu peuplées, cette tendance au regroupement est peu marquée. Aujourd'hui 255 communes forment son territoire (au 1er janvier 2025).

## Fusions
| Nom de la nouvelle commune   | Communes réunies                                   | Régime                                                         | Date (et nature) de la décision | Date d'effet                   |
| ---------------------------- | -------------------------------------------------- | -------------------------------------------------------------- | ------------------------------- | ------------------------------ |
| Parsac                       | Parsac-Rimondeix                                   | commune nouvelle (avec 3 communes déléguées)                   | 27 septembre 2024 (Arrêté)      | 1er janvier 2025               |
| Parsac                       | Blaudeix                                           | commune nouvelle (avec 3 communes déléguées)                   | 27 septembre 2024 (Arrêté)      | 1er janvier 2025               |
| Saint-Dizier-Masbaraud       | Saint-Dizier-Leyrenne                              | commune nouvelle (avec communes déléguées)                     | 3 décembre 2018 (Arrêté)        | 1er janvier 2019               |
| Saint-Dizier-Masbaraud       | Masbaraud-Mérignat                                 | commune nouvelle (avec communes déléguées)                     | 3 décembre 2018 (Arrêté)        | 1er janvier 2019               |
| Linard-Malval                | Linard                                             | commune nouvelle (SANS communes déléguées depuis le 1-2-2021)  | 28 septembre 2018 (Arrêté)      | 1er janvier 2019               |
| Linard-Malval                | Malval                                             | commune nouvelle (SANS communes déléguées depuis le 1-2-2021)  | 28 septembre 2018 (Arrêté)      | 1er janvier 2019               |
| Fursac                       | Saint-Étienne-de-Fursac                            | commune nouvelle (SANS communes déléguées depuis le 15-3-2020) | 29 septembre 2016 (Arrêté)      | 1er janvier 2017               |
| Fursac                       | Saint-Pierre-de-Fursac                             | commune nouvelle (SANS communes déléguées depuis le 15-3-2020) | 29 septembre 2016 (Arrêté)      | 1er janvier 2017               |
| Parsac-Rimondeix             | Parsac                                             | commune nouvelle (avec communes déléguées)                     | 23 septembre 2015 (Arrêté)      | 1er janvier 2016               |
| Parsac-Rimondeix             | Rimondeix                                          | commune nouvelle (avec communes déléguées)                     | 23 septembre 2015 (Arrêté)      | 1er janvier 2016               |
| Gouzon                       | Gouzon                                             | fusion simple                                                  | 23 octobre 1972 (Arrêté) ,      | 1er novembre 1972              |
| Gouzon                       | Les Forges                                         | fusion simple                                                  | 23 octobre 1972 (Arrêté) ,      | 1er novembre 1972              |
| Gouzon                       | Gouzougnat                                         | fusion association                                             | 23 octobre 1972 (Arrêté) ,      | 1er novembre 1972              |
| Gentioux-Pigerolles          | Gentioux                                           | fusion association                                             | 22 août 1972 (Arrêté)           | 1er septembre 1972             |
| Gentioux-Pigerolles          | Pigerolles                                         | fusion association                                             | 22 août 1972 (Arrêté)           | 1er septembre 1972             |
| Saint-Médard-la-Rochette     | Saint-Médard                                       | fusion association (fusion simple depuis le 16-3-2008)         | 22 août 1972 (Arrêté)           | 1er septembre 1972             |
| Saint-Médard-la-Rochette     | La Rochette                                        | fusion association (fusion simple depuis le 16-3-2008)         | 22 août 1972 (Arrêté)           | 1er septembre 1972             |
| La Courtine-le-Trucq         | La Courtine                                        | fusion                                                         | 27 février 1965 (Arrêté)        | 1er mars 1965                  |
| La Courtine-le-Trucq         | Le Trucq                                           | fusion                                                         | 27 février 1965 (Arrêté)        | 1er mars 1965                  |
| Saint-Pardoux-Morterolles    | Saint-Pardoux-Lavaud                               | fusion                                                         | 21 décembre 1964 (Arrêté)       | 1er janvier 1965               |
| Saint-Pardoux-Morterolles    | Morterolles                                        | fusion                                                         | 21 décembre 1964 (Arrêté)       | 1er janvier 1965               |
| Saint-Dizier-la-Tour         | Saint-Dizier                                       | fusion                                                         | 21 juillet 1848 (Arrêté)        | 21 juillet 1848 (Arrêté)       |
| Saint-Dizier-la-Tour         | La Tour-Sainte-Austrille                           | fusion                                                         | 21 juillet 1848 (Arrêté)        | 21 juillet 1848 (Arrêté)       |
| Bussière-Nouvelle            | Bussière-Nouvelle                                  | fusion                                                         | 20 juin 1842 (Ordonnance)       | 20 juin 1842 (Ordonnance)      |
| Bussière-Nouvelle            | Blavepeyre                                         | fusion                                                         | 20 juin 1842 (Ordonnance)       | 20 juin 1842 (Ordonnance)      |
| Blessac                      | Blessac                                            | fusion                                                         | 11 juin 1842 (Loi)              | 11 juin 1842 (Loi)             |
| Blessac                      | La Borne                                           | fusion                                                         | 11 juin 1842 (Loi)              | 11 juin 1842 (Loi)             |
| Saint-Domet                  | Saint-Domet                                        | fusion                                                         | 11 juin 1842 (Loi)              | 11 juin 1842 (Loi)             |
| Saint-Domet                  | La Croix-au-Bost                                   | fusion                                                         | 11 juin 1842 (Loi)              | 11 juin 1842 (Loi)             |
| Sous-Parsat                  | Sous-Parsat                                        | fusion                                                         | 22 mars 1842 (Ordonnance)       | 22 mars 1842 (Ordonnance)      |
| Sous-Parsat                  | Mareilles-au-Prieur                                | fusion                                                         | 22 mars 1842 (Ordonnance)       | 22 mars 1842 (Ordonnance)      |
| Châtelus-le-Marcheix         | Châtelus-le-Marcheix                               | fusion                                                         | 14 mai 1837 (Ordonnance)        | 14 mai 1837 (Ordonnance)       |
| Châtelus-le-Marcheix         | Champroy (une partie)                              | fusion                                                         | 14 mai 1837 (Ordonnance)        | 14 mai 1837 (Ordonnance)       |
| Saint-Dizier                 | Saint-Dizier                                       | fusion                                                         | 14 mai 1837 (Ordonnance)        | 14 mai 1837 (Ordonnance)       |
| Saint-Dizier                 | Champroy (une partie)                              | fusion                                                         | 14 mai 1837 (Ordonnance)        | 14 mai 1837 (Ordonnance)       |
| Basville                     | Basville                                           | fusion                                                         | 14 décembre 1836 (Ordonnance)   | 14 décembre 1836 (Ordonnance)  |
| Basville                     | Saint-Alvard                                       | fusion                                                         | 14 décembre 1836 (Ordonnance)   | 14 décembre 1836 (Ordonnance)  |
| Mainsat                      | Mainsat                                            | fusion                                                         | 14 septembre 1836 (Ordonnance)  | 14 septembre 1836 (Ordonnance) |
| Mainsat                      | Les Portes                                         | fusion                                                         | 14 septembre 1836 (Ordonnance)  | 14 septembre 1836 (Ordonnance) |
| Mortroux                     | Mortroux                                           | fusion                                                         | 20 juin 1836 (Loi)              | 20 juin 1836 (Loi)             |
| Mortroux                     | La Forêt-du-Temple (commune rétablie en 1883)      | fusion                                                         | 20 juin 1836 (Loi)              | 20 juin 1836 (Loi)             |
| Crocq                        | Crocq                                              | fusion                                                         | 6 mai 1836 (Ordonnance)         | 6 mai 1836 (Ordonnance)        |
| Crocq                        | Monteil-Guillaume                                  | fusion                                                         | 6 mai 1836 (Ordonnance)         | 6 mai 1836 (Ordonnance)        |
| Arrènes                      | Arrènes                                            | fusion                                                         | 4 mars 1836 (Ordonnance)        | 4 mars 1836 (Ordonnance)       |
| Arrènes                      | Reix                                               | fusion                                                         | 4 mars 1836 (Ordonnance)        | 4 mars 1836 (Ordonnance)       |
| Tardes                       | Tardes                                             | fusion                                                         | 15 février 1836 (Ordonnance)    | 15 février 1836 (Ordonnance)   |
| Tardes                       | Mazeirat                                           | fusion                                                         | 15 février 1836 (Ordonnance)    | 15 février 1836 (Ordonnance)   |
| Sannat                       | Sannat                                             | fusion                                                         | 20 décembre 1835 (Ordonnance)   | 20 décembre 1835 (Ordonnance)  |
| Sannat                       | Saint-Pardoux-le-Pauvre                            | fusion                                                         | 20 décembre 1835 (Ordonnance)   | 20 décembre 1835 (Ordonnance)  |
| Saint-Agnant-près-Crocq      | Saint-Agnant-près-Crocq                            | fusion                                                         | 20 décembre 1835 (Ordonnance)   | 20 décembre 1835 (Ordonnance)  |
| Saint-Agnant-près-Crocq      | Salesses (en 1927, Salesses est rattaché à Flayat) | fusion                                                         | 20 décembre 1835 (Ordonnance)   | 20 décembre 1835 (Ordonnance)  |
| Saint-Priest                 | Saint-Priest                                       | fusion                                                         | 20 décembre 1835 (Ordonnance)   | 20 décembre 1835 (Ordonnance)  |
| Saint-Priest                 | Le Tromp                                           | fusion                                                         | 20 décembre 1835 (Ordonnance)   | 20 décembre 1835 (Ordonnance)  |
| Lépaud                       | Lépaud                                             | fusion                                                         | 28 novembre 1834 (Ordonnance)   | 28 novembre 1834 (Ordonnance)  |
| Lépaud                       | Gigoux                                             | fusion                                                         | 28 novembre 1834 (Ordonnance)   | 28 novembre 1834 (Ordonnance)  |
| Chambon                      | Chambon-Ville                                      | fusion                                                         | 9 novembre 1834 (Ordonnance)    | 9 novembre 1834 (Ordonnance)   |
| Chambon                      | Chambon-Campagne                                   | fusion                                                         | 9 novembre 1834 (Ordonnance)    | 9 novembre 1834 (Ordonnance)   |
| Chambon                      | Saint-Sornin                                       | fusion                                                         | 9 novembre 1834 (Ordonnance)    | 9 novembre 1834 (Ordonnance)   |
| Châtelet-Landré              | Châtelet-Landré                                    | fusion                                                         | 9 novembre 1834 (Ordonnance)    | 9 novembre 1834 (Ordonnance)   |
| Châtelet-Landré              | Sainte-Radegonde                                   | fusion                                                         | 9 novembre 1834 (Ordonnance)    | 9 novembre 1834 (Ordonnance)   |
| Viersat                      | Viersat                                            | fusion                                                         | 9 novembre 1834 (Ordonnance)    | 9 novembre 1834 (Ordonnance)   |
| Viersat                      | Combraille                                         | fusion                                                         | 9 novembre 1834 (Ordonnance)    | 9 novembre 1834 (Ordonnance)   |
| Tercillat                    | Tercillat                                          | fusion                                                         | 1833                            | 1833                           |
| Tercillat                    | Viviers                                            | fusion                                                         | 1833                            | 1833                           |
| Le Mas-d'Artige              | Le Mas-d'Artige                                    | fusion                                                         | 1831                            | 1831                           |
| Le Mas-d'Artige              | Villefert                                          | fusion                                                         | 1831                            | 1831                           |
| Malleret (canton de Boussac) | Malleret                                           | fusion                                                         | 1830                            | 1830                           |
| Malleret (canton de Boussac) | Champeix                                           | fusion                                                         | 1830                            | 1830                           |
| Bord-Saint-Georges           | Bord-Saint-Georges                                 | fusion                                                         | 1829                            | 1829                           |
| Bord-Saint-Georges           | Bornet                                             | fusion                                                         | 1829                            | 1829                           |
| Le Monteil-au-Vicomte        | Le Monteil-au-Vicomte                              | fusion                                                         | 1829                            | 1829                           |
| Le Monteil-au-Vicomte        | Châtain (canton de Royère)                         | fusion                                                         | 1829                            | 1829                           |
| Saint-Moreil                 | Saint-Moreil                                       | fusion                                                         | 1829                            | 1829                           |
| Saint-Moreil                 | Charrières                                         | fusion                                                         | 1829                            | 1829                           |
| Saint-Pierre-le-Bost         | Saint-Pierre-le-Bost                               | fusion                                                         | 1829                            | 1829                           |
| Saint-Pierre-le-Bost         | Le Compeix                                         | fusion                                                         | 1829                            | 1829                           |
| Soumans                      | Soumans                                            | fusion                                                         | 1829                            | 1829                           |
| Soumans                      | Bellefaye                                          | fusion                                                         | 1829                            | 1829                           |
| Toulx-Sainte-Croix           | Toulx-Sainte-Croix                                 | fusion                                                         | 1829                            | 1829                           |
| Toulx-Sainte-Croix           | Pradeaux                                           | fusion                                                         | 1829                            | 1829                           |
| Saint-Agnant-de-Versillat    | Saint-Agnant-de-Versillat                          | fusion                                                         | 1826                            | 1826                           |
| Saint-Agnant-de-Versillat    | Saint-Étienne-de-Versillat (une partie)            | fusion                                                         | 1826                            | 1826                           |
| Saint-Germain-Beaupré        | Saint-Germain-Beaupré                              | fusion                                                         | 1826                            | 1826                           |
| Saint-Germain-Beaupré        | Saint-Étienne-de-Versillat (une partie)            | fusion                                                         | 1826                            | 1826                           |
| Saint-Étienne-de-Fursac      | Saint-Étienne-de-Fursac                            | fusion                                                         | 1825                            | 1825                           |
| Saint-Étienne-de-Fursac      | Paulhac                                            | fusion                                                         | 1825                            | 1825                           |
| Vallières                    | Vallières                                          | fusion                                                         | 1814                            | 1814                           |
| Vallières                    | Saint-Séverin                                      | fusion                                                         | 1814                            | 1814                           |
| Montboucher                  | Montboucher                                        | fusion                                                         | 1806                            | 1806                           |
| Montboucher                  | La Forêt                                           | fusion                                                         | 1806                            | 1806                           |
| Montboucher                  | Magnat                                             | fusion                                                         | 1806                            | 1806                           |
| Montboucher                  | Védrenas                                           | fusion                                                         | 1806                            | 1806                           |
| Arfeuille-Châtain            | Arfeuille                                          | fusion                                                         | 1795-1800                       | 1795-1800                      |
| Arfeuille-Châtain            | Châtain (canton d'Évaux)                           | fusion                                                         | 1795-1800                       | 1795-1800                      |
| Champeix                     | Champeix                                           | fusion                                                         | 1795-1800                       | 1795-1800                      |
| Champeix                     | Rousiers                                           | fusion                                                         | 1795-1800                       | 1795-1800                      |
| Évaux                        | Évaux                                              | fusion                                                         | 1795-1800                       | 1795-1800                      |
| Évaux                        | Évaux-Campagne                                     | fusion                                                         | 1795-1800                       | 1795-1800                      |
| Évaux                        | Bord-la-Roche                                      | fusion                                                         | 1795-1800                       | 1795-1800                      |
| Saint-Chabrais               | Saint-Chabrais                                     | fusion                                                         | 1795-1800                       | 1795-1800                      |
| Saint-Chabrais               | Les Peyroux                                        | fusion                                                         | 1795-1800                       | 1795-1800                      |
| Saint-Loup                   | Saint-Loup                                         | fusion                                                         | 1795-1800                       | 1795-1800                      |
| Saint-Loup                   | Fleuraget                                          | fusion                                                         | 1795-1800                       | 1795-1800                      |
| Saint-Médard                 | Saint-Médard                                       | fusion                                                         | 1795-1800                       | 1795-1800                      |
| Saint-Médard                 | Puy-Malsignat (commune rétablie en 1879)           | fusion                                                         | 1795-1800                       | 1795-1800                      |
| Sannat                       | Sannat                                             | fusion                                                         | 1795-1800                       | 1795-1800                      |
| Sannat                       | Fayolle                                            | fusion                                                         | 1795-1800                       | 1795-1800                      |
| La Serre-Bussière-Vieille    | La Serre                                           | fusion                                                         | 1795-1800                       | 1795-1800                      |
| La Serre-Bussière-Vieille    | Bussière-Vieille                                   | fusion                                                         | 1795-1800                       | 1795-1800                      |
| Ahun                         | Ahun                                               | fusion                                                         | 1790-1794                       | 1790-1794                      |
| Ahun                         | Ahun-Paroisse                                      | fusion                                                         | 1790-1794                       | 1790-1794                      |
| Anzême                       | Anzême                                             | fusion                                                         | 1790-1794                       | 1790-1794                      |
| Anzême                       | Fournoue                                           | fusion                                                         | 1790-1794                       | 1790-1794                      |
| Augères                      | Augères                                            | fusion                                                         | 1790-1794                       | 1790-1794                      |
| Augères                      | Villard                                            | fusion                                                         | 1790-1794                       | 1790-1794                      |
| Aulon                        | Aulon                                              | fusion                                                         | 1790-1794                       | 1790-1794                      |
| Aulon                        | Retoueix                                           | fusion                                                         | 1790-1794                       | 1790-1794                      |
| Azerables                    | Azerables                                          | fusion                                                         | 1790-1794                       | 1790-1794                      |
| Azerables                    | Mandrezat                                          | fusion                                                         | 1790-1794                       | 1790-1794                      |
| Bétête                       | Bétête                                             | fusion                                                         | 1790-1794                       | 1790-1794                      |
| Bétête                       | Bétête-Écosse                                      | fusion                                                         | 1790-1794                       | 1790-1794                      |
| Bosroger                     | Bosroger                                           | fusion                                                         | 1790-1794                       | 1790-1794                      |
| Bosroger                     | Léon-le-Franc                                      | fusion                                                         | 1790-1794                       | 1790-1794                      |
| La Celle-Dunoise             | La Celle-Dunoise                                   | fusion                                                         | 1790-1794                       | 1790-1794                      |
| La Celle-Dunoise             | La Celle-Dunoise-Paroisse                          | fusion                                                         | 1790-1794                       | 1790-1794                      |
| La Celle-Dunoise             | Lâge-Cessat                                        | fusion                                                         | 1790-1794                       | 1790-1794                      |
| Ceyroux                      | Ceyroux                                            | fusion                                                         | 1790-1794                       | 1790-1794                      |
| Ceyroux                      | Cluptat                                            | fusion                                                         | 1790-1794                       | 1790-1794                      |
| La Chapelle-Saint-Martial    | La Chapelle-Saint-Martial                          | fusion                                                         | 1790-1794                       | 1790-1794                      |
| La Chapelle-Saint-Martial    | Rocherolle                                         | fusion                                                         | 1790-1794                       | 1790-1794                      |
| Charron                      | Charron-les-Lignières                              | fusion                                                         | 1790-1794                       | 1790-1794                      |
| Charron                      | Charron-Roche-d'Agoût                              | fusion                                                         | 1790-1794                       | 1790-1794                      |
| Châtelus-le-Marcheix         | Châtelus-le-Marcheix                               | fusion                                                         | 1790-1794                       | 1790-1794                      |
| Châtelus-le-Marcheix         | Boissioux                                          | fusion                                                         | 1790-1794                       | 1790-1794                      |
| Châtelus-le-Marcheix         | Chouverne                                          | fusion                                                         | 1790-1794                       | 1790-1794                      |
| Châtelus-le-Marcheix         | Moussergue                                         | fusion                                                         | 1790-1794                       | 1790-1794                      |
| Chavanat                     | Chavanat                                           | fusion                                                         | 1790-1794                       | 1790-1794                      |
| Chavanat                     | Le Templard                                        | fusion                                                         | 1790-1794                       | 1790-1794                      |
| Clairavaux                   | Clairavaux                                         | fusion                                                         | 1790-1794                       | 1790-1794                      |
| Clairavaux                   | Boucheresse                                        | fusion                                                         | 1790-1794                       | 1790-1794                      |
| Clugnat                      | Clugnat                                            | fusion                                                         | 1790-1794                       | 1790-1794                      |
| Clugnat                      | Les Monneyroux                                     | fusion                                                         | 1790-1794                       | 1790-1794                      |
| La Courtine                  | La Courtine                                        | fusion                                                         | 1790-1794                       | 1790-1794                      |
| La Courtine                  | La Daigue                                          | fusion                                                         | 1790-1794                       | 1790-1794                      |
| La Courtine                  | Saint-Denis                                        | fusion                                                         | 1790-1794                       | 1790-1794                      |
| Gentioux                     | Gentioux                                           | fusion                                                         | 1790-1794                       | 1790-1794                      |
| Gentioux                     | Pallier                                            | fusion                                                         | 1790-1794                       | 1790-1794                      |
| Gentioux                     | La Vareille-Las-Chaux                              | fusion                                                         | 1790-1794                       | 1790-1794                      |
| Gioux                        | Gioux                                              | fusion                                                         | 1790-1794                       | 1790-1794                      |
| Gioux                        | Angioux                                            | fusion                                                         | 1790-1794                       | 1790-1794                      |
| Le Grand-Bourg               | Le Grand-Bourg                                     | fusion                                                         | 1790-1794                       | 1790-1794                      |
| Le Grand-Bourg               | La Barde-Magillier                                 | fusion                                                         | 1790-1794                       | 1790-1794                      |
| Le Grand-Bourg               | L'Enclave-du-Bourg                                 | fusion                                                         | 1790-1794                       | 1790-1794                      |
| Le Grand-Bourg               | La Faye-Maroy                                      | fusion                                                         | 1790-1794                       | 1790-1794                      |
| Le Grand-Bourg               | Salagnac                                           | fusion                                                         | 1790-1794                       | 1790-1794                      |
| Le Grand-Bourg               | La Valade                                          | fusion                                                         | 1790-1794                       | 1790-1794                      |
| Janaillat                    | Janaillat                                          | fusion                                                         | 1790-1794                       | 1790-1794                      |
| Janaillat                    | Bellesauve                                         | fusion                                                         | 1790-1794                       | 1790-1794                      |
| Lourdoueix-Saint-Pierre      | Lourdoueix-Saint-Pierre                            | fusion                                                         | 1790-1794                       | 1790-1794                      |
| Lourdoueix-Saint-Pierre      | Vost                                               | fusion                                                         | 1790-1794                       | 1790-1794                      |
| Lupersat                     | Lupersat                                           | fusion                                                         | 1790-1794                       | 1790-1794                      |
| Lupersat                     | Lupersat-Paroisse                                  | fusion                                                         | 1790-1794                       | 1790-1794                      |
| Mansat-la-Courrière          | Mansat-la-Courrière                                | fusion                                                         | 1790-1794                       | 1790-1794                      |
| Mansat-la-Courrière          | Quinsat                                            | fusion                                                         | 1790-1794                       | 1790-1794                      |
| Mérinchal                    | Mérinchal                                          | fusion                                                         | 1790-1794                       | 1790-1794                      |
| Mérinchal                    | Mérinchal-Barmont                                  | fusion                                                         | 1790-1794                       | 1790-1794                      |
| Mourioux                     | Mourioux                                           | fusion                                                         | 1790-1794                       | 1790-1794                      |
| Mourioux                     | La Gaudinière                                      | fusion                                                         | 1790-1794                       | 1790-1794                      |
| Moutier-Rozeille             | Moutier-Rozeille                                   | fusion                                                         | 1790-1794                       | 1790-1794                      |
| Moutier-Rozeille             | Saint-Hilaire                                      | fusion                                                         | 1790-1794                       | 1790-1794                      |
| La Nouaille                  | La Nouaille                                        | fusion                                                         | 1790-1794                       | 1790-1794                      |
| La Nouaille                  | Villard-Vervialle                                  | fusion                                                         | 1790-1794                       | 1790-1794                      |
| Royère                       | Royère                                             | fusion                                                         | 1790-1794                       | 1790-1794                      |
| Royère                       | Les Bordes                                         | fusion                                                         | 1790-1794                       | 1790-1794                      |
| Royère                       | Hautefaye                                          | fusion                                                         | 1790-1794                       | 1790-1794                      |
| Royère                       | Langladure                                         | fusion                                                         | 1790-1794                       | 1790-1794                      |
| Royère                       | Prugnolas                                          | fusion                                                         | 1790-1794                       | 1790-1794                      |
| Royère                       | Rondaressas                                        | fusion                                                         | 1790-1794                       | 1790-1794                      |
| Royère                       | Villard-Gensanas                                   | fusion                                                         | 1790-1794                       | 1790-1794                      |
| Royère                       | Voveix                                             | fusion                                                         | 1790-1794                       | 1790-1794                      |
| Saint-Dizier                 | Saint-Dizier                                       | fusion                                                         | 1790-1794                       | 1790-1794                      |
| Saint-Dizier                 | La Brugère                                         | fusion                                                         | 1790-1794                       | 1790-1794                      |
| Saint-Dizier                 | Murat-en-Dognon                                    | fusion                                                         | 1790-1794                       | 1790-1794                      |
| Saint-Dizier                 | Pommier                                            | fusion                                                         | 1790-1794                       | 1790-1794                      |
| Saint-Domet                  | Saint-Domet                                        | fusion                                                         | 1790-1794                       | 1790-1794                      |
| Saint-Domet                  | Bellegy                                            | fusion                                                         | 1790-1794                       | 1790-1794                      |
| Saint-Étienne-de-Fursac      | Saint-Étienne-de-Fursac                            | fusion                                                         | 1790-1794                       | 1790-1794                      |
| Saint-Étienne-de-Fursac      | Lauzarais                                          | fusion                                                         | 1790-1794                       | 1790-1794                      |
| Saint-Georges-Nigremont      | Saint-Georges                                      | fusion                                                         | 1790-1794                       | 1790-1794                      |
| Saint-Georges-Nigremont      | Nigremont                                          | fusion                                                         | 1790-1794                       | 1790-1794                      |
| Saint-Marien                 | Saint-Marien                                       | fusion                                                         | 1790-1794                       | 1790-1794                      |
| Saint-Marien                 | Jurigny                                            | fusion                                                         | 1790-1794                       | 1790-1794                      |
| Saint-Martial-le-Vieux       | Saint-Martial-le-Vieux                             | fusion                                                         | 1790-1794                       | 1790-1794                      |
| Saint-Martial-le-Vieux       | Châteauvert                                        | fusion                                                         | 1790-1794                       | 1790-1794                      |
| Saint-Martin-Château         | Saint-Martin-Château                               | fusion                                                         | 1790-1794                       | 1790-1794                      |
| Saint-Martin-Château         | La Chassaigne                                      | fusion                                                         | 1790-1794                       | 1790-1794                      |
| Saint-Martin-Château         | La Clavelle                                        | fusion                                                         | 1790-1794                       | 1790-1794                      |
| Saint-Martin-Château         | Grandrieux                                         | fusion                                                         | 1790-1794                       | 1790-1794                      |
| Saint-Maurice-la-Souterraine | Saint-Maurice-la-Souterraine                       | fusion                                                         | 1790-1794                       | 1790-1794                      |
| Saint-Maurice-la-Souterraine | Vitrat-le-Dognon                                   | fusion                                                         | 1790-1794                       | 1790-1794                      |
| Saint-Médard                 | Saint-Médard                                       | fusion                                                         | 1790-1794                       | 1790-1794                      |
| Saint-Médard                 | Saillant                                           | fusion                                                         | 1790-1794                       | 1790-1794                      |
| Saint-Merd-la-Breuille       | Saint-Merd-la-Breuille                             | fusion                                                         | 1790-1794                       | 1790-1794                      |
| Saint-Merd-la-Breuille       | Le Best                                            | fusion                                                         | 1790-1794                       | 1790-1794                      |
| Saint-Pierre-de-Fursac       | Saint-Pierre-de-Fursac                             | fusion                                                         | 1790-1794                       | 1790-1794                      |
| Saint-Pierre-de-Fursac       | Chabannes (canton du Grand-Bourg)                  | fusion                                                         | 1790-1794                       | 1790-1794                      |
| Saint-Priest-la-Feuille      | Saint-Priest-la-Feuille                            | fusion                                                         | 1790-1794                       | 1790-1794                      |
| Saint-Priest-la-Feuille      | Montpensoux                                        | fusion                                                         | 1790-1794                       | 1790-1794                      |
| Saint-Priest-Palus           | Saint-Priest-Palus                                 | fusion                                                         | 1790-1794                       | 1790-1794                      |
| Saint-Priest-Palus           | La Mas-Château-Merle                               | fusion                                                         | 1790-1794                       | 1790-1794                      |
| Saint-Sulpice-le-Dunois      | Saint-Sulpice-le-Dunois                            | fusion                                                         | 1790-1794                       | 1790-1794                      |
| Saint-Sulpice-le-Dunois      | Chabannes (canton de Dun)                          | fusion                                                         | 1790-1794                       | 1790-1794                      |
| Sardent                      | Sardent                                            | fusion                                                         | 1790-1794                       | 1790-1794                      |
| Sardent                      | La Royère (canton de Pontarion)                    | fusion                                                         | 1790-1794                       | 1790-1794                      |
| Soubrebost                   | Soubrebost                                         | fusion                                                         | 1790-1794                       | 1790-1794                      |
| Soubrebost                   | Grandvaux                                          | fusion                                                         | 1790-1794                       | 1790-1794                      |
| Soumans                      | Soumans                                            | fusion                                                         | 1790-1794                       | 1790-1794                      |
| Soumans                      | Montebras                                          | fusion                                                         | 1790-1794                       | 1790-1794                      |
| Tercillat                    | Tercillat                                          | fusion                                                         | 1790-1794                       | 1790-1794                      |
| Tercillat                    | Saint-Paul                                         | fusion                                                         | 1790-1794                       | 1790-1794                      |
| Thauron                      | Thauron                                            | fusion                                                         | 1790-1794                       | 1790-1794                      |
| Thauron                      | Bonneville                                         | fusion                                                         | 1790-1794                       | 1790-1794                      |
| Vallières                    | Vallières                                          | fusion                                                         | 1790-1794                       | 1790-1794                      |
| Vallières                    | Essarteau                                          | fusion                                                         | 1790-1794                       | 1790-1794                      |
| Vallières                    | La Vau-d'Ugier                                     | fusion                                                         | 1790-1794                       | 1790-1794                      |
| Vallières                    | Montoursy                                          | fusion                                                         | 1790-1794                       | 1790-1794                      |
| Vallières                    | Pimpérigeas                                        | fusion                                                         | 1790-1794                       | 1790-1794                      |
| Vidaillat                    | Vidaillat                                          | fusion                                                         | 1790-1794                       | 1790-1794                      |
| Vidaillat                    | Fourneaux                                          | fusion                                                         | 1790-1794                       | 1790-1794                      |

## Créations et rétablissements
| Nom de la commune créée | Commune affectée        | Mode de création              | Date (et nature) de la décision |
| ----------------------- | ----------------------- | ----------------------------- | ------------------------------- |
| La Forêt-du-Temple      | Mortroux                | démembrement (rétablissement) | 26 juillet 1883 (Loi)           |
| Pontcharraud            | Saint-Georges-Nigremont | démembrement                  | 26 juillet 1883 (Loi)           |
| Puy-Malsignat           | Saint-Médard            | démembrement (rétablissement) | 18 juillet 1879 (Loi)           |
| Lavaveix-les-Mines      | Saint-Martial-le-Mont   | démembrement                  | 29 avril 1868 (Loi)             |
| Lavaveix-les-Mines      | Saint-Pardoux-les-Cards | démembrement                  | 29 avril 1868 (Loi)             |
| La Villeneuve           | Basville                | démembrement                  | 1er février 1867 (Décret)       |

## Modifications de nom officiel
| Ancien nom               | Nouveau nom                  | Date (et nature) de la décision |
| ------------------------ | ---------------------------- | ------------------------------- |
| Vallières                | Vallière                     | 7 août 1996 (Décret)            |
| Mourioux                 | Mourioux-Vieilleville        | 5 août 1992 (Décret)            |
| Saint-Victor             | Saint-Victor-en-Marche       | 13 avril 1983 (Décret)          |
| La Courtine-le-Trucq     | La Courtine                  | 10 mars 1981 (Décret)           |
| Royère                   | Royère-de-Vassivière         | 9 février 1968 (Décret) ,       |
| Évaux                    | Évaux-les-Bains              | 27 mars 1961 (Décret)           |
| Mansat                   | Mansat-la-Courrière          | 4 novembre 1954 (Décret)        |
| Dun-le-Palleteau         | Dun-le-Palestel              | 26 décembre 1952 (Décret)       |
| Saint-Quentin            | Saint-Quentin-la-Chabanne    | 7 avril 1938 (Décret)           |
| Saint-Pierre-le-Bost     | Saint-Pierre-Bellevue        | 21 juillet 1937 (Décret)        |
| Issoudun                 | Issoudun-Létrieix            | 9 juin 1937 (Décret)            |
| Saint-Maurice            | Saint-Maurice-la-Souterraine | 11 mai 1937 (Décret)            |
| Saint-Maurice            | Saint-Maurice-près-Crocq     | 11 mai 1937 (Décret)            |
| Saint-Sulpice-le-Donzeil | Le Donzeil                   | 10 juillet 1913 (Décret)        |
| La Celle-Barmontoise     | La Villetelle                | 10 décembre 1912 (Décret)       |
| Mérignat                 | Masbaraud-Mérignat           | 10 décembre 1912 (Décret) ,     |
| Malleret                 | Malleret-Boussac             | 22 décembre 1911 (Décret)       |
| Saint-Dizier             | Saint-Dizier-Leyrenne        | 12 novembre 1909 (Décret)       |
| Bosmoreau                | Bosmoreau-les-Mines          | 7 septembre 1905 (Décret)       |
| Bellegarde               | Bellegarde-en-Marche         | 9 septembre 1892 (Décret)       |
| Dun                      | Dun-le-Palleteau             | 9 septembre 1892 (Décret)       |
| Chambon                  | Chambon-sur-Voueize          | 30 décembre 1891 (Décret)       |
| Magnat                   | Magnat-l'Étrange             | 30 décembre 1891 (Décret)       |
| Châtelet-Landré          | Budelière                    | 1851                            |
| Bénévent                 | Bénévent-l'Abbaye            | 21 juillet 1848 (Arrêté)        |

## Modifications des limites communales
Le plus souvent, les modifications des limites communales décidées par arrêtés préfectoraux ne sont pas répertoriées dans le Journal officiel ni dans le Bulletin officiel.
| La commune de ... | ... cède du territoire à la commune de ...                                                                                        | Précisions                                                                                  | Date (et nature) de la décision                   |
| --- | --- | ------------------------------------------------------------------------------------------- | ------------------------------------------------- |
| Colondannes | Saint-Léger-Bridereix | Surfaces 3- 772- 773 et 774, d’une superficie de 1 a et 3,6 ca                              | 30 mars 2023 (Décret)                             |
| Saint-Léger-Bridereix | Colondannes | Surfaces 88 à 92, d’une superficie de 1 a et 2,74 ca                                        | 30 mars 2023 (Décret)                             |
| Aigurande (Département de l'Indre)                                                                                                | Lourdoueix-Saint-Pierre | Lieu-dit : la Taille du Bourliat Superficie de 2 ha 36 a 78 ca                              | 19 novembre 1981 (Décret)                         |
| Pontcharraud | Saint-Georges-Nigremont | 7 habitants                                                                                 | 28 janvier 1974 (Décret)                          |
| Saint-Vaury La Brionne | La Brionne Saint-Vaury |                                                                                             | 13 janvier 1964 (Arrêté) 28 janvier 1964 (Arrêté) |
| Saint-Pierre-de-Fursac Saint-Étienne-de-Fursac                                                                                    | Saint-Étienne-de-Fursac Saint-Pierre-de-Fursac                                                                                    |                                                                                             | 25 octobre 1960 (Arrêté)                          |
| Saint-Agnant-près-Crocq | Flayat | Hameaux de les Salesses, Lépinas, Bressol, les Chaussades, le Coudert-Roudier et les Prades | 15 mars 1927 (Décret)                             |
| Saint-Sulpice-le-Guérétois | La Brionne |                                                                                             | 2 août 1912 (Décret)                              |
| Issoudun | Puy-Malsignat | Section de Vallansanges                                                                     | 27 avril 1906 (Décret)                            |
| Budelière | Évaux | Section d'Entraigues                                                                        | 7 juillet 1899 (Loi)                              |
| Toulx-Sainte-Croix | Troisfonds | Section de Ventenat                                                                         | 12 décembre 1890 (Loi)                            |
| Champagnat | Puy-Malsignat | Hameau de Mourgoux                                                                          | 15 décembre 1884 (Loi)                            |
| Saint-Alpinien | Saint-Silvain-Bellegarde | Hameau de Bagnard                                                                           | 2 décembre 1881 (Loi)                             |
| Sainte-Feyre | Saint-Fiel | Superficie de 90 ha 50 a 17 ca                                                              | 19 avril 1880 (Décret)                            |
| Méasnes | Nouzerolles |                                                                                             | 19 août 1876 (Décret)                             |
| La Villeneuve | Basville | Hameaux des Huillards et de Pindogne                                                        | 23 juillet 1870 (Décret)                          |
| Méasnes | Aigurande (Département de l'Indre)                                                                                                | Hameau de Bontemps                                                                          | 22 juillet 1847 (Loi)                             |
| Lourdoueix-Saint-Pierre | Aigurande (Département de l'Indre)                                                                                                | Hameaux de le Mas de la Ribaudonnière, Bois-Bouchard et Lemérin                             | 22 juillet 1847 (Loi)                             |
| Arnac-la-Poste (Département de Haute-Vienne) La Souterraine                                                                       | La Souterraine Arnac-la-Poste (Département de Haute-Vienne)                                                                       |                                                                                             | 30 mars 1831 (Loi)                                |
| Fénier | Peyrelevade (Département de la Corrèze)                                                                                           | Villages de Comps et de Laganne (enclaves)                                                  | 20 mars 1831 (Loi)                                |
| Saint-Sébastien | Éguzon (Département de l'Indre) Chantôme (Département de l'Indre) Mouhet (Département de l'Indre) Parnac (Département de l'Indre) |                                                                                             | 26 mars 1829 (Loi)                                |
| Éguzon (Département de l'Indre) Chantôme (Département de l'Indre) Mouhet (Département de l'Indre) Parnac (Département de l'Indre) | Saint-Sébastien |                                                                                             | 26 mars 1829 (Loi)                                |
| Saint-Martial-le-Mont | Saint-Médard | Village de Fourneau                                                                         | 6 août 1823 (Ordonnance)                          |
| Vijon (Département de l'Indre) Nouzerines                                                                                         | Nouzerines Vijon (Département de l'Indre)                                                                                         |                                                                                             | 25 avril 1805 (Décret) (5 floréal an 13)          |
| Château-sur-Cher (Département du Puy-de-Dôme)                                                                                     | Évaux Retères (Fontanières) Charon                                                                                                |                                                                                             | 1er décembre 1803 (Arrêté) (9 frimaire an 12)     |
| Évaux Retères (Fontanières) Charon                                                                                                | Château-sur-Cher (Département du Puy-de-Dôme)                                                                                     |                                                                                             | 1er décembre 1803 (Arrêté) (9 frimaire an 12)     |
| Crevant ((Département de l'Indre)                                                                                                 | Mortroux | Village du Grand Pommier                                                                    | 5 avril 1803 (Arrêté) (15 germinal an 11)         |

## Communes associées
Liste des communes ayant, à la suite d'une fusion, le statut de commune associée.
| Nom de la commune | Code INSEE | Fusion-association                    | Fusion-association | Fusion-association | Fusion-association                       |
| Nom de la commune | Code INSEE | date de la décision                   | date d'effet       | commune absorbante | nom de la commune résultant de la fusion |
| ----------------- | ---------- | ------------------------------------- | ------------------ | ------------------ | ---------------------------------------- |
| Pigerolles        | 23153      | Arrêté préfectoral du 22 août 1972    | 1er septembre 1972 | Gentioux           | Gentioux-Pigerolles                      |
| Gouzougnat        | 23094      | Arrêté préfectoral du 23 octobre 1972 | 1er novembre 1972  | Gouzon             | Gouzon                                   |
| La Rochette       | 23163      | Arrêté préfectoral du 22 août 1972    | 1er septembre 1972 | Saint-Médard       | Saint-Médard-la-Rochette                 |